# Ordonnances Hudood

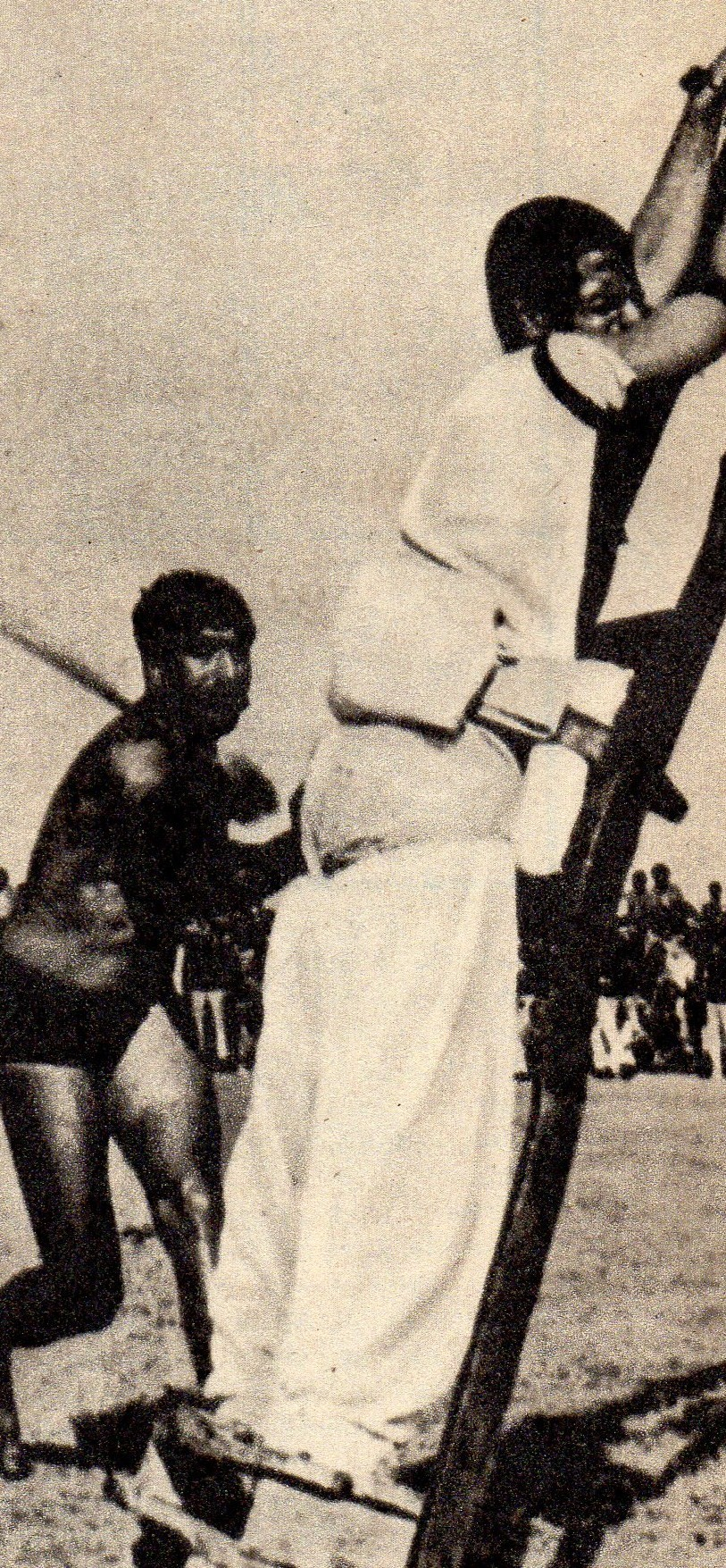
Homme condamné à la flagellation pour tentative de relations en dehors du mariage.

Les ordonnances Hudood, Hadood, Hadud ou Hudud (en ourdou : حدود آرڈیننس) sont des actes juridiques adoptés en 1979 au Pakistan sous le régime de loi martiale du chef de l'armée Muhammad Zia-ul-Haq. Ce dernier a pris le pouvoir en 1977 et imposé ces ordonnances dans le cadre de sa volonté d'islamiser la société. Elles s'inspirent de la charia et plus précisément des peines non modulables, appelées hudud, prescrites par les textes de l'islam sunnite, pour modifier en profondeur le droit pénal pakistanais, créer de nouveaux crimes et délits et alourdir les peines. 
La loi interdit notamment les relations hors mariages, les adultères et prévoit des peines comprenant la flagellation, les amputations et lapidations. En 2006, une loi de protection des femmes revient sur une partie de l'ordonnance Hudood, supprimant surtout les dispositions discriminantes à l'égard des femmes. 

## Contexte et adoption de la loi
En 1977, le gouvernement du Parti du peuple pakistanais du Premier ministre Zulfikar Ali Bhutto est renversé par le chef de l'armée pakistanaise Muhammad Zia-ul-Haq, dans le contexte des élections législatives de 1977. Le général instaure un régime militaire qui durera près de dix ans. Afin de se créer une légitimité, il cherche à islamiser en profondeur la société pakistanaise. À ce titre, il adopte les ordonnances Hudood en 1979 afin d'augmenter considérablement les dispositions religieuses dans la loi pénale. 

## Dispositions
Les ordonnances Hudood constituent un ensemble de six textes tous promulgués le 9 février 1979, et inspirés de la charia. Ils interdisent notamment les relations ou la séduction en dehors du mariage, l'adultère qui peut conduire à la lapidation, la sodomie, etc. Le viol est également interdit, mais une femme en étant victime doit être capable d'apporter au moins quatre témoignages d'hommes musulmans pour être disculpée de relations hors mariage ou d'adultère. Les ordonnances prévoient aussi des amputations en cas de vol. La production, la consommation et la vente d'alcool sont également interdites pour les musulmans. Les non-musulmans peuvent détenir de l'alcool dans des « quantités raisonnables » et pour leur strict usage personnel,. 

## Retrait partiel
En novembre 2006, le Parlement adopte la « loi de protection des femmes » qui revient sur une partie des dispositions de l'ordonnance Hudood. La loi vise surtout à abolir les dispositions discriminantes à l'égard des femmes, notamment concernant le viol dont la portée est étendue et qui ne nécessite plus de témoignages. De plus, les juridictions religieuses sont dé-saisies des procès au bénéfice des juridictions civiles,. 
Cette loi de 2006 maintient toutefois le délit d'adultère mais adoucit considérablement la peine, passant d'une mise à mort par lapidation à une peine de 5 ans de prison maximum ainsi qu'une amende,.